# Epora montana
Epora montana är en insektsart som beskrevs av William Lucas Distant 1912. Epora montana ingår i släktet Epora och familjen Tropiduchidae. Inga underarter finns listade i Catalogue of Life.